# Бурлаки (Полтавская область)
Бурлаки (укр. Бурлаки) — село,
Мусиевский сельский совет,
Хорольский район,
Полтавская область,
Украина.
Код КОАТУУ — 5324883203. Население по переписи 2001 года составляло 35 человек.

## Географическое положение
Село Бурлаки находится на левом берегу реки Сула,
выше по течению на расстоянии в 1,5 км расположено село Березняки,
ниже по течению на расстоянии в 0,5 км расположено село Шкили.
На расстоянии в 1 км расположено село Дации.
Река в этом месте извилистая, образует лиманы, старицы (Кривая) и заболоченные озёра.

## История
- XVII век — дата основания села.
- Село указано на специальной карте Западной части России Шуберта 1826-1840 годов[2]